# Tillandsia breviturneri
Tillandsia breviturneri är en gräsväxtart som beskrevs av Julio Betancur och Néstor García. Tillandsia breviturneri ingår i släktet Tillandsia och familjen Bromeliaceae. Inga underarter finns listade i Catalogue of Life.